# Засвоєння мови
Опанування мови (англ. language acquisition) — це процес, за допомогою якого людина набуває здатності сприймати та розуміти мову (іншими словами, здобуває здатність усвідомлювати мову та розуміти її), а також виробляти та використовувати слова та речення для спілкування.
Здатність успішного використання мови вимагає набуття цілого ряду інструментів, включно з фонологією, морфологією, синтаксисом, семантикою та широким словниковим запасом. Мова може бути озвучена через мовлення або передана руками через жести. Людська мовна здатність представлена в головному мозку. Попри те, що людська мовна здатність є обмеженою, можна сказати й зрозуміти нескінченну кількість речень, що базуються на синтаксичному принципі, який називається рекурсією. Наявні дані свідчать про те, що у кожної людини є три рекурсивні механізми, які дозволяють реченням проходити нескінченно. Ці три механізми: релятивізація, доповнення та координація.
Є два основні керівні принципи опанування першої мови: сприйняття мовлення завжди передує виробленню мовлення, і система, за допомогою якої дитина вивчає мову, розвивається поступово, крок за кроком, починаючи з розрізнення окремих фонем.
Опанування мови зазвичай стосується опанування першої мови, тобто опанування рідної мови немовлятами, будь то розмовної мови чи жестової мови внаслідок передмовної глухоти, хоча це може також стосуватися опанування двох перших мов (англ. bilingual first language acquisition, BFLA), що означає одночасне опановування двох рідних мов дитиною. Воно відрізняється від опанування другої мови, яке стосується опанування (як дітьми, так і дорослими) додаткових мов. Окрім мовлення, читання та писання мовою з абсолютно іншим сценарієм ускладнюється складнощами істинної письменності іноземною мовою. Опанування мови є однією з найбільш характерних рис людини.

## Представлення в головному мозку
Останні досягнення технологій функціональної нейровізуалізації дозволили краще зрозуміти, як опановування мови проявляється фізично в головному мозку. Опанування мови майже завжди відбувається у дітей в період швидкого збільшення об'єму мозку. На цьому етапі розвитку, у дитини набагато більше нейронних зв'язків, ніж у неї чи нього у дорослому віці, що робить дитину здібнішою до навчання новому за неї чи нього у дорослому віці.

### Чутливий період
Опанування мови вивчається як з точки зору психології розвитку, так і з точки зору нейронауки, які вивчають використання та розуміння мови паралельно з розвитком мозку дитини. Шляхом емпіричних досліджень нормально розвинених дітей, а також за деякими крайніми випадками порушення мови було встановлено, що існує «чутливий період» опанування мови, під час якого немовлята мають здатність вивчати будь-яку мову. Кілька дослідників виявили, що з народження і до шестимісячного віку немовлята можуть розрізнити фонетичні контрасти всіх мов. Дослідники вважають, що це дає немовлятам можливість опанувати мову, якою говорять навколо них. Після цього віку, дитина здатна сприймати лише фонеми, характерні для вивченої мови. Знижена фонематична чутливість дозволяє дітям будувати фонематичні категорії й розпізнати патерни стресу і звукові комбінації, характерні для мови, яку вони опановують. Відповідно до моделей чутливого або критичного періоду, вік, в якому дитина опановує здатність користуватися мовою, є провісником того, наскільки добре він чи вона зрештою здатні використовувати мову. Проте, може бути вік, у якому стати вільним і природним носієм мови вже неможливо. До 12 років опановування мови зазвичай зміцнюється, і стає все важче вивчати мову так само, як і носій мови. Глухі діти, як і діти, що здатні говорити, проходять критичний період щодо опанування мови. Глухі діти, які опановують свою першу мову пізніше в житті, демонструють низьке засвоєння складних аспектів граматики. У цей момент, зазвичай це друга мова, яку людина намагається опанувати, а не перша.